# Radziłów
Radziłów (em polonês/polaco: Radziłów; em russo: Радзилув, transl. Radziłów) é uma aldeia localizada no distrito administrativo de comuna de Radziłów, no condado de  Grajewo, na voivodia da Podláquia, no nordeste da Polônia. Está aproximadamente 27 quilômetros a oeste de Grajewo e 61 quilômetros a sul da capital regional, Białystok.